# Jannis Peters
1. WEITERLEITUNG Jannis Peter